# Alpha 66
Alpha 66 és una organització armada anticastrista d'extrema dreta que basa les seves accions en contra del Govern de la República de Cuba, amb base a Miami, Estats Units.
Durant els anys 60 va protagonitzar nombrosos atacs i sabotatges en territori cubà amb el finançament de la CIA. L'any 1962 va rebre 256.000 $ de l'agència d'intel·ligència estatunidenca. Un dels seus fundadors fou Antonio Veciana que seria condemnat posteriorment per tràfic de drogues. Algunes investigacions han descobert connexions entre Alpha 66 i Lee Harvey Oswald poc abans del magnicidi de Dallas.